# Stone in the Water
Stone in the Water è un album in studio del pianista italiano Stefano Bollani, pubblicato nel 2009.

## Tracce
1. Dom de iludir (Caetano Veloso) – 5:54
2. Orvieto (Jesper Bodilsen) – 8:01
3. Edith (Bodilsen) – 7:29
4. Brigas nunca mais (Vinícius de Moraes, Antônio Carlos Jobim) – 6:27
5. Il cervello del pavone (Stefano Bollani) – 7:06
6. Un sasso nello stagno (Bollani) – 5:52
7. Improvisation 13 en la mineur (Francis Poulenc) – 6:18
8. Asuda (Bollani) – 8:13
9. Joker in the Village (Bollani) – 6:24

## Formazione
- Stefano Bollani – pianoforte
- Jesper Bodilsen – contrabbasso
- Morten Lund – batteria